# Durrenbach
Durrenbach (deutsch Dürrenbach) ist eine französische Gemeinde mit 1106 Einwohnern (Stand 1. Januar 2021) im Département Bas-Rhin in der Europäischen Gebietskörperschaft Elsass und in der Region Grand Est. Sie ist Mitglied des Gemeindeverbandes Sauer-Pechelbronn.

## Geschichte
Von 1871 bis zum Ende des Ersten Weltkrieges gehörte Dürrenbach als Teil des Reichslandes Elsaß-Lothringen zum Deutschen Reich und war dem Kreis Weißenburg im Bezirk Unterelsaß zugeordnet.

### Bevölkerungsentwicklung

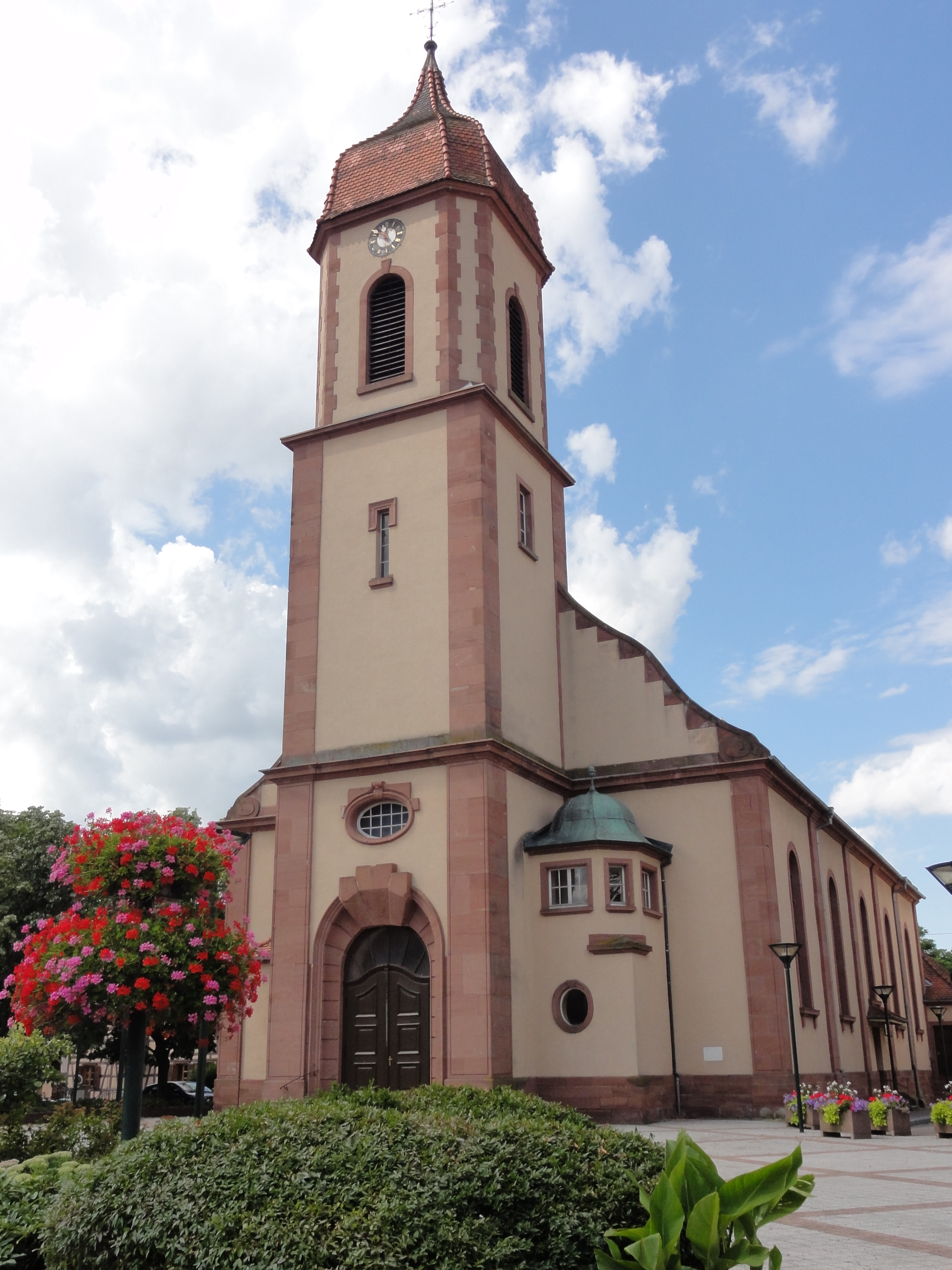
Kirche St. Bartholomäus

| 1910 | 1962 | 1968 | 1975 | 1982 | 1990 | 1999 | 2008 | 2017 |
| ---- | ---- | ---- | ---- | ---- | ---- | ---- | ---- | ---- |
| 812  | 825  | 836  | 842  | 887  | 941  | 1001 | 1065 | 1079 |